# Philippe de La Renotière von Ferrary
Pour les articles homonymes, voir Ferrary.
Philippe de Ferrari, né à Paris le 11 janvier 1850 et mort à Lausanne le 20 mai 1917, est un célèbre collectionneur de timbres-poste, résidant à partir de 1852 en l'hôtel Matignon (alors Hôtel Galliera) à Paris.

## Biographie

### Origines familiales
Philippe de Ferrari est le fils de Raffaele de Ferrari et de Maria Brignole Sale, duc et duchesse de Galliera. Il a pour parrain et marraine le roi Louis-Philippe et la reine Marie-Amélie (sous le titre de comte et comtesse de Neuilly qu'ils portent après la révolution de 1848).
Sa mère, Maria, est la fille du marquis Antonio Brignole Sale, ambassadeur de Sardaigne en France, et ancien conseiller de Napoléon Ier, intime de la famille d'Orléans et du Comte de Paris. Elle offrit le palais Galliera à la ville de Paris, pour en faire un lieu d'exposition d'œuvres rares, et elle fait don à sa mort (1888) de sa résidence, l'Hôtel Matignon, à l'Autriche-Hongrie pour en faire son ambassade. Philippe gardera la jouissance du pavillon (de droite) de l'Hôtel Matignon et y demeurera jusqu'à son départ en 1914 pour la Suisse.
Son père, Raffaele, est un riche négociant génois, fait duc de Galliera par le pape Grégoire XVI et prince de Lucedio par le roi Charles-Albert de Sardaigne, il a participé financièrement à la reconstruction du port de Gênes. À son arrivée en France, il devient actionnaire principal du réseau de chemins de Fer Paris-Lyon-Marseille (PLM), et est aussi fondateur du Crédit immobilier de France avec les frères Pereire, rivaux des Rothschild, il décéda en 1876.

### Jeunesse et études
Philippe de Ferrari fait de brillantes études au lycée Louis-le-Grand. Il réussit le concours d'entrée à l'École normale supérieure de la rue d'Ulm (section lettres), en 1872. Il renonce à y entrer. 

### Parcours professionnel
En 1877, sa mère fait un don à l'École libre des sciences politiques d'Émile Boutmy qui permet à l'établissement de racheter l'hôtel de Mortemart, sis au 27, rue Saint-Guillaume. Si la duchesse de Galliera demande que son don soit anonyme, Philippe de Ferrari est recruté comme répétiteur à Sciences Po. Il dispense un cours sur « La formation des principaux États de l'Europe au Moyen Âge ». Il est ensuite nommé professeur d'histoire diplomatique. Il cesse d'y enseigner en 1890 ou 1891.
Après la mort de son père, à sa demande, il fut adopté par le comte autrichien de La Renotière von Kriegsfeld et prit la nationalité autrichienne. Il se fait alors appeler « baron » Philippe de La Renotière von Ferrary, ou Philippe-Arnold Ferrari de La Renotière ou encore Philipp von Ferrary.
Il hérite de la fortune de sa mère, Maria Brignole Sale, et de celle de son père, Raffaele de Ferrari, bien qu'il ait refusé ses titres de noblesse et en partie son héritage au décès de ce dernier. Membre d'une des plus riches familles de l'époque, il put acheter les timbres-poste les plus rares, et les monnaies les plus recherchées.

### Parcours de collectionneur
Collectionneur dès sa jeunesse, la philatélie devint sa raison de vivre, et il utilisa sa fortune pour se procurer les timbres les plus rares. Il se soignait peu et habitait Paris où, escorté de son secrétaire, il passait ses journées à rencontrer des marchands de timbres qu'il payait rubis sur l'ongle.
Ne discutant pas les prix quand des timbres lui plaisaient, il avait gagné la faveur de ces commerçants qui lui réservaient ce qu'ils avaient de mieux, en en gonflant quelque peu les prix. Il n'hésitait pas à voyager, en France ou à l'étranger, chaque fois qu'il espérait obtenir une pièce particulièrement rare. Mais il n'était pas aussi naïf que ses fournisseurs le croyaient, et, conseillé par Pierre Mahé, il savait choisir, même en les payant cher, les pièces qui avaient le plus de chances de monter. Le marchand Victor Robert note ainsi dans ses souvenirs que Philippe de Ferrari fut pris de tremblement lorsqu'il acheta pour 7 500 francs-or de l'époque la seule paire tête-bêche de 15 centimes vert type Cérès connue.
C'est ce personnage fantasque et maladif qui contribua à faire de la philatélie une activité « sérieuse » en acceptant de payer des sommes importantes pour les timbres qui l'intéressaient, et en obligeant du même coup les autres collectionneurs à élever leurs efforts financiers, lorsqu'ils voulaient acquérir des raretés.
À noter qu'il a possédé aussi une importante collection de monnaies anciennes (papales notamment).
Soucieux de rendre sa collection accessible au public, il en fait don par testament au musée postal de Berlin, seul musée postal existant alors, le 30 janvier 1915. Cependant, étant sujet autrichien résidant en France, il se réfugia en Suisse pendant la Première Guerre mondiale. Mais il avait eu en 1914 la mauvaise idée de laisser ses albums de timbres à l'ambassade d'Autriche (Hôtel Matignon) de Paris. Aussi, à sa mort en 1917, sa collection placée sous séquestre reste entre les mains des autorités françaises jusqu'à sa dispersion entre 1921 et 1926, par 14 ventes aux enchères, en paiement des dommages de guerre dus par l'Allemagne et l'Autriche à la France. Le produit de ces enchères sera de plus de 30 millions de francs de l'époque. Sa collection de monnaies sera dispersée chez Sotheby, Wilkinson & Hodge à Londres, durant une vente qui dura 5 jours en 1922.
Parmi les timbres rarissimes qu'il a possédés on trouve l'unique exemplaire du « One cent magenta » (de 1856) de Guyane britannique, l'unique exemplaire neuf connu du Two cents bleu de Hawaï de 1851, l'unique « Tre skilling jaune » suédois et l'enveloppe dite « de Bordeaux » : avec les deux « Post Office », 1 penny rouge et 1 deux pence bleu, de l'Ile Maurice (Mauritius), unique affranchissement connu de ce type sur lettre. Sa collection de timbres-poste de France comprenait l'unique paire tête-bêche connue du 15 centimes vert de 1850, des paires avec tête-bêche du 1 franc vermillon, etc.

Quelques-unes des plus célèbres pièces de l'ancienne « collection Ferrari »
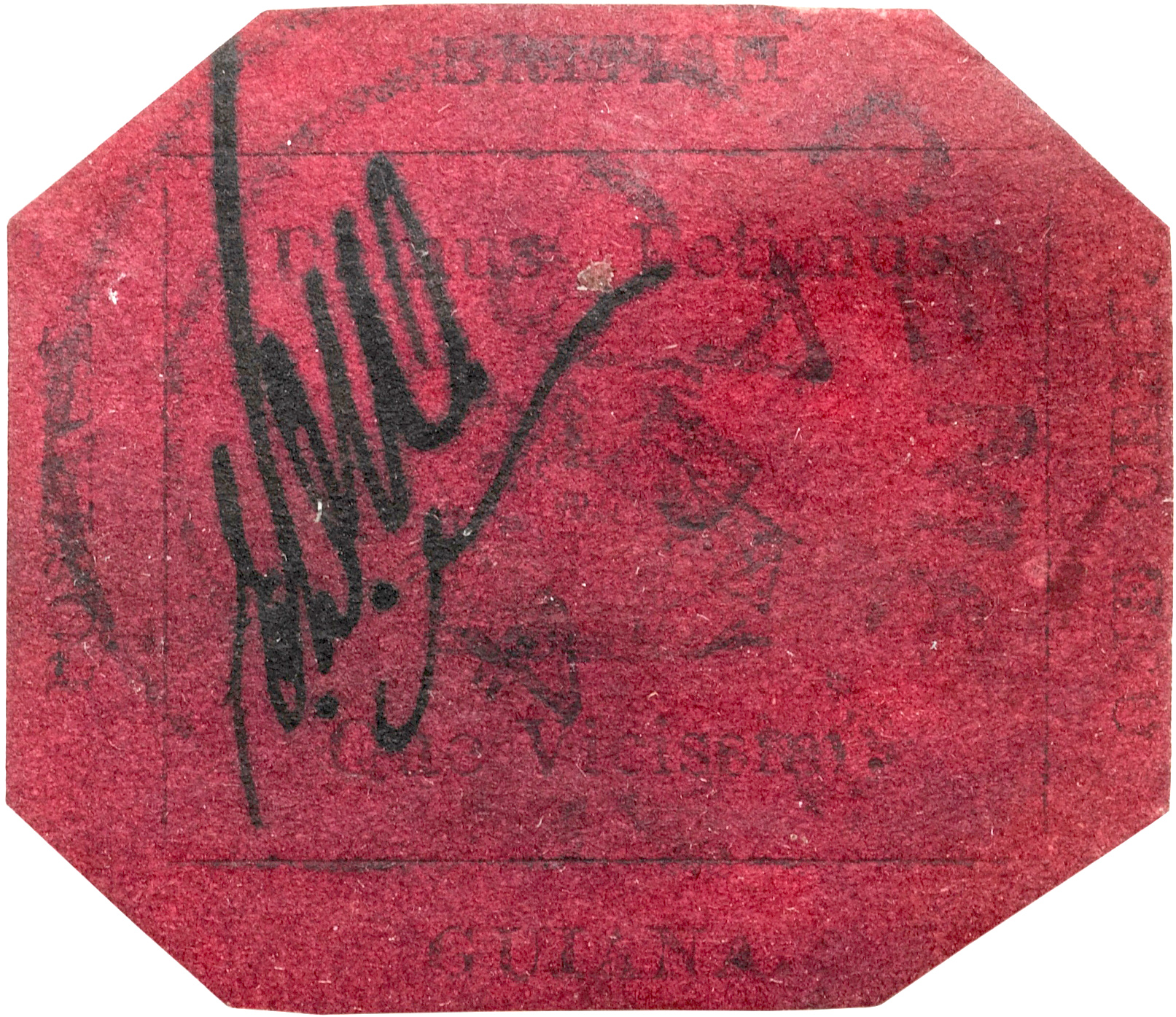
L'unique « One cent magenta » de Guyane britannique, un des timbres les plus chers du monde.
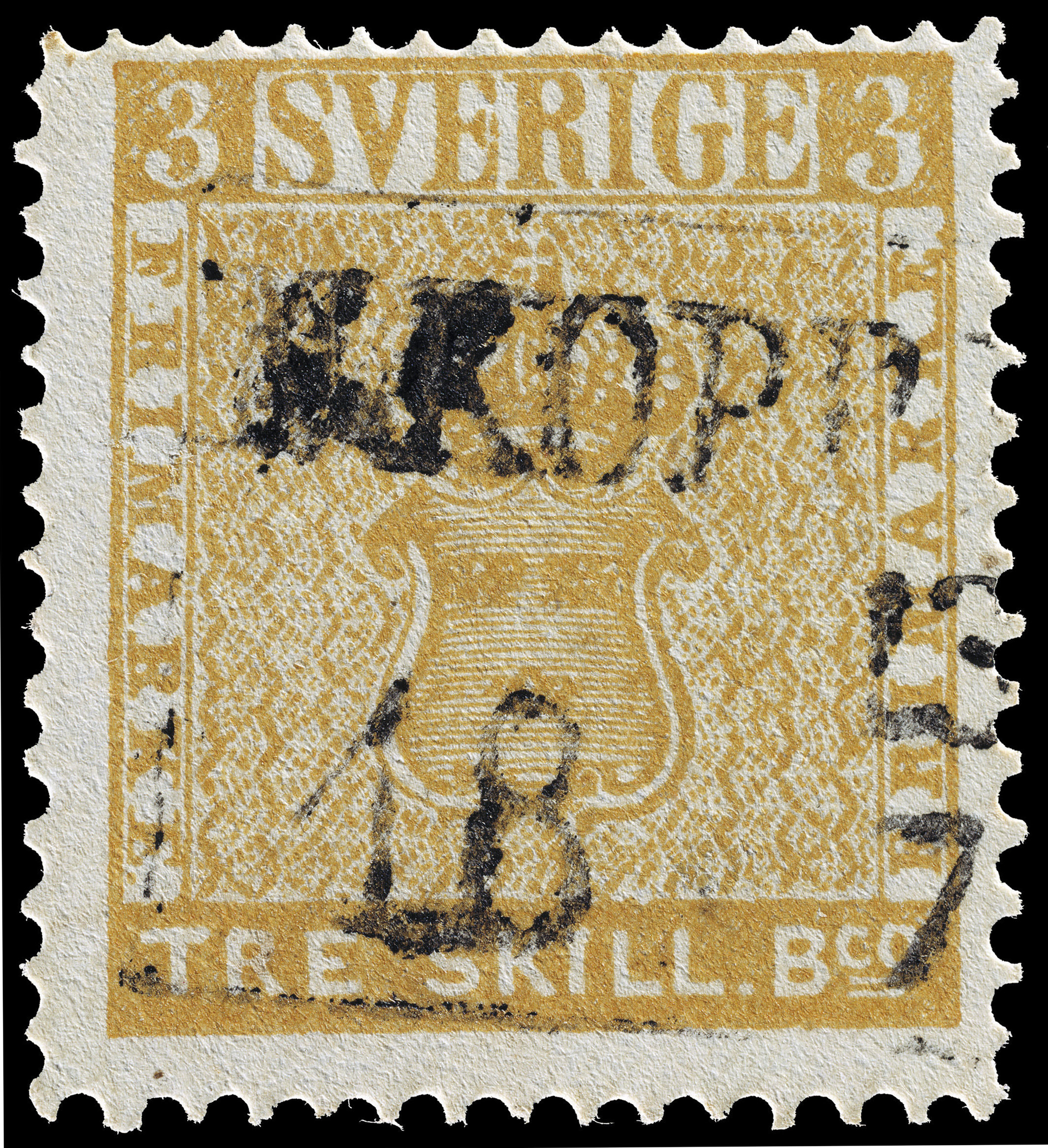
L'unique « tre skilling jaune » de Suède.
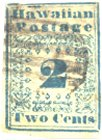
Un exemple de deux cents bleu de l'émission des Missionnaires de Hawaï.
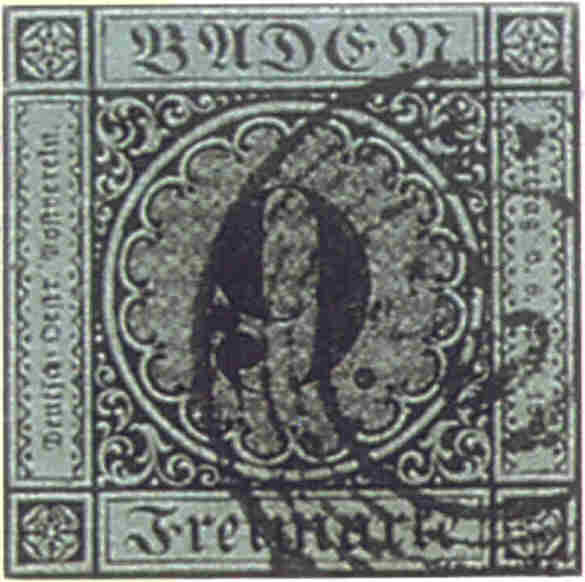
L'erreur de couleur : 9 kreuzer noir sur bleu-vert du Duché de Baden, connu en deux exemplaires.
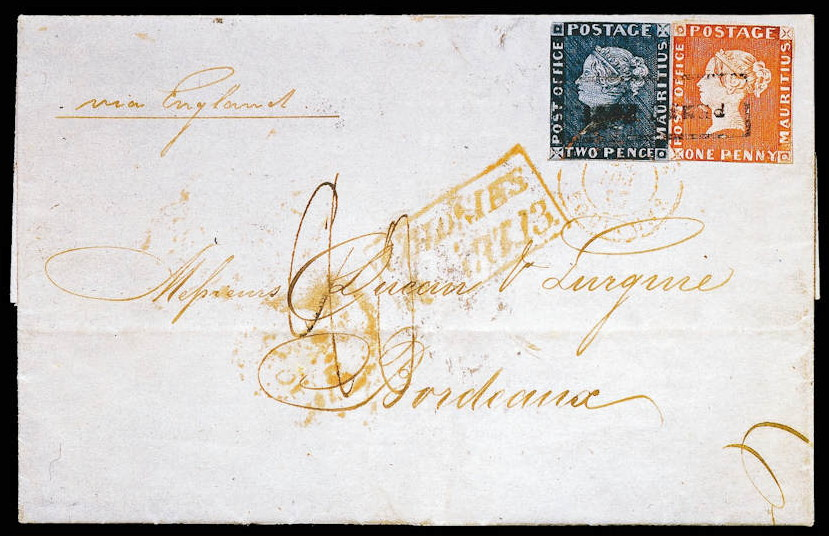
L'enveloppe dite de Bordeaux : Post-office de l'Ile Maurice (Mauritius)